# Rex (biograf, Backa)
Rex var en biograf i Backa Folkets hus på dåvarande adressen Backavägen 75 (nuvarande Granåsgatan 2) i stadsdelen Backa på Hisingen i Göteborg. Ägare var Hugo Hansson. Biografen öppnade 13 september 1940 och stängde 8 juni 1958. Backa bio öppnades av Folkets Hus i samma lokaler 1992.